# Jon Bernthal
Jonathan Edward Bernthal, detto Jon (Washington, 20 settembre 1976), è un attore statunitense.
È conosciuto principalmente per il ruolo di Shane Walsh nella serie televisiva The Walking Dead, di Grady "Coon-Ass" Travis nel film Fury e di The Punisher nel franchise del Marvel Cinematic Universe.

## Biografia
Bernthal nasce a Washington il 20 settembre del 1976 da una famiglia ebraica di origini austriache, russe, polacche, tedesche e lituane, figlio di Eric Lawrence "Rick" Bernthal, un avvocato, impiegato presso il prestigioso studio legale Latham & Watkins, e di Joan Lurie Marx, una casalinga. Ha due fratelli, Nicholas e Thomas. Conseguì il diploma presso la Sidwell Friends School della propria città, per poi intraprendere gli studi universitari dapprima al Skidmore College di Saratoga Springs, nello stato di New York, e successivamente al Teatro d'Arte di Mosca, in Russia. Durante la sua permanenza nella capitale russa, divenne anche un giocatore professionista di baseball, giocando nella Confederation of European Baseball.
Venne notato per la prima volta dal direttore dell'Institute for Advanced Theatre Training dell'Università Harvard, quando era ancora studente all'American Repertory Theater di Mosca, che lo invitò a studiare per un master presso il proprio istituto. Nel 2002 si è poi laureato al American Repertory Theater, ottenendo un MFA. Durante la sua carriera è apparso in più di trenta spettacoli teatrali regionali e Off-Broadway, molti dei quali con la compagnia teatrale Fovea Floods, oltre ad essere apparso in numerose serie televisive e film. La carriera dell'attore inizia nel 2002 recitando nel film diretto da Joseph H. Biancaniello Mary/Mary. Da quel momento in poi iniziò ad apparire in molte produzioni sia cinematografiche che televisive.
Nel 2006, dopo essere apparso come guest star in serie televisive come Senza traccia, CSI: Miami, Law & Order - Unità vittime speciali e How I Met Your Mother, ottiene un ruolo importante nel film World Trade Center in cui recita accanto a Nicolas Cage. Sempre nello stesso anno entra inoltre a far parte del cast principale della serie televisiva The Class - Amici per sempre, in cui recita fino al 2007 per un totale di 19 episodi. Nel 2009 recita nel ruolo di Al Capone nel film di Shawn Levy Una notte al museo 2 - La fuga ed entra a far parte del cast principale della serie televisiva Eastwick nel ruolo di Raymond Gardener che interpreterà fino alla fine della serie avvenuta nel 2010.
Nel 2010 partecipa a due film, L'uomo nell'ombra con Ewan McGregor e Pierce Brosnan e Notte folle a Manhattan con Steve Carell; è inoltre apparso in due puntate della miniserie televisiva The Pacific. Sempre nello stesso anno entra inoltre a far parte del cast principale della serie televisiva The Walking Dead. Nella serie, tratta dall'omonimo fumetto e creata da Frank Darabont, ha interpretato il ruolo di Shane Walsh fino al 2012, per un totale di diciannove episodi. Nel marzo del 2012 è stato scelto per essere il protagonista della serie televisiva Mob City, creata da Darabont. Nel 2015 entra a far parte del cast principale della seconda stagione della serie televisiva Daredevil, nella quale Bernthal interpreta Frank Castle / The Punisher. Visto il successo di pubblico, la produzione lo mette sotto contratto per una serie televisiva spin-off con The Punisher come protagonista, dall'omonimo titolo. Nel giugno 2025, è stato confermato che l'attore avrebbe anche ripreso il suo stesso ruolo del Punisher nel film Spider-Man: Brand New Day, previsto nelle sale cinematografiche nel luglio 2026.

## Vita privata
È cugino del musicista Adam Schlesinger, bassista del gruppo musicale Fountains of Wayne, e nipote di Murray Bernthal, musicista e produttore discografico, attivo perlopiù nella zona di Syracuse, nello stato di New York. Il 25 settembre del 2010 si è sposato, a Potomac, nel Maryland, con Erin Angle, nipote del wrestler Kurt Angle, dalla quale ha avuto tre figli, Henry (n. 2011), Billy (n. 2013) ed Adeline (n. 2015).

## Filmografia

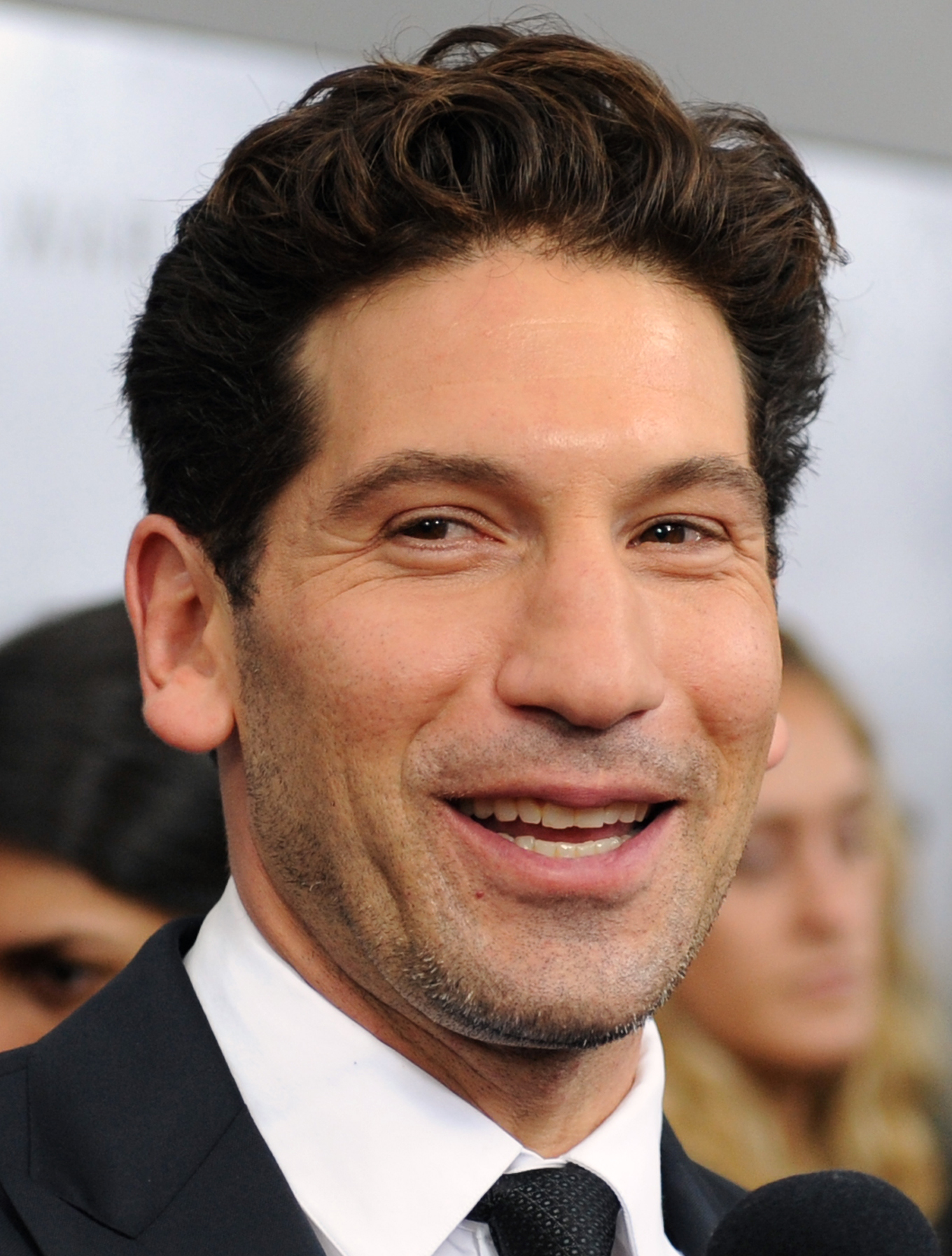
Jon Bernthal a Washington per la prima del film Fury (2014)

### Attore

#### Cinema
- Mary/Mary, regia di Joseph H. Biancaniello (2002)
- Tony N' Tina's Wedding, regia di Roger Paradiso (2004)
- World Trade Center, regia di Oliver Stone (2006)
- The Air I Breathe, regia di Jieho Lee (2007)
- Day Zero, regia di Bryan Gunnar Cole (2007)
- Bar Starz, regia di Michael Pietrzak (2008)
- A Line in the Sand, regia di Jeffrey Chernov (2008)
- Una notte al museo 2 - La fuga (Night at the Museum: Battle of the Smithsonian), regia di Shawn Levy (2009)
- L'uomo nell'ombra (The Ghost Writer), regia di Roman Polański (2010)
- Notte folle a Manhattan (Date Night), regia di Shawn Levy (2010)
- Rampart, regia di Oren Moverman (2011)
- Snitch - L'infiltrato (Snitch), regia di Ric Roman Waugh (2013)
- The Wolf of Wall Street, regia di Martin Scorsese (2013)
- Il grande match (Grudge Match), regia di Peter Segal (2013)
- Fury, regia di David Ayer (2014)
- Quel fantastico peggior anno della mia vita (Me & Earl & the Dying Girl), regia di Alfonso Gomez-Rejon (2015)
- Sicario, regia di Denis Villeneuve (2015)
- We Are Your Friends, regia di Max Joseph (2015)
- The Accountant, regia di Gavin O'Connor (2016)
- I segreti di Wind River (Wind River), regia di Taylor Sheridan (2017)
- Sweet Virginia, regia di Jamie M. Dagg (2017)
- Baby Driver - Il genio della fuga (Baby Driver), regia di Edgar Wright (2017)
- Terre selvagge (Pilgrimage), regia di Brendan Muldowney (2017)
- La fratellanza (Shot Caller), regia di Ric Roman Waugh (2017)
- Widows - Eredità criminale (Widows), regia di Steve McQueen (2018)
- Le Mans '66 - La grande sfida (Ford v. Ferrari), regia di James Mangold (2019)
- In viaggio verso un sogno - The Peanut Butter Falcon (The Peanut Butter Falcon), regia di Tyler Nilson e Michael Schwartz (2019)
- Viena and the Fantomes, regia di Gerardo Naranjo (2020)
- Quelli che mi vogliono morto (Those Who Wish Me Dead), regia di Taylor Sheridan (2021)
- Una famiglia vincente - King Richard (King Richard), regia di Reinaldo Marcus Green (2021)
- Il garage (Small Engine Repair), regia di John Pollono (2021)
- I molti santi del New Jersey (The Many Saints of Newark), regia di Alan Taylor (2021)
- The Unforgivable, regia di Nora Fingscheidt (2021)
- Sharp Stick, regia di Lena Dunham (2022)
- Origin, regia di Ava DuVernay (2023)
- Operazione vendetta (The Amateur), regia di James Hawes (2025)
- The Accountant 2, regia di Gavin O'Connor (2025)
- Spider-Man: Brand New Day, regia di Destin Daniel Cretton (2026)

#### Televisione
- Law & Order: Criminal Intent – serie TV, episodio 2x06 (2002)
- Senza traccia (Without a Trace) – serie TV, episodio 2x24 (2004)
- Scherzi d'amore (Revenge of the Middle-Aged Woman), regia di Sheldon Larry – film TV (2004)
- Dr. Vegas – serie TV, episodio 1x03 (2004)
- Boston Legal – serie TV, episodio 1x07 (2004)
- Jonny Zero – serie TV, episodio 1x05 (2005)
- CSI: Miami – serie TV, episodi 3x20-3x22 (2005)
- Law & Order - Unità vittime speciali (Law & Order: Special Victims Unit) – serie TV, episodio 6x23 (2005)
- How I Met Your Mother – serie TV, episodio 1x02 (2005)
- The Class - Amici per sempre (The Class) – serie TV, 19 episodi (2006-2007)
- Courtroom K, regia di Anthony e Joe Russo – film TV (2008)
- Eastwick – serie TV, 11 episodi (2009-2010)
- Numb3rs – serie TV, episodio 6x15 (2010)
- The Pacific – miniserie TV, puntate 01-02 (2010)
- The Walking Dead – serie TV, 20 episodi (2010-2012, 2018)
- Harry's Law – serie TV, episodio 2x21 (2012)
- Mob City – serie TV, 6 episodi (2013)
- Show Me a Hero – miniserie TV, 4 puntate (2015)
- Daredevil – serie TV, 12 episodi (2016)
- The Punisher – serie TV, 26 episodi (2017-2019)
- Unbreakable Kimmy Schmidt – serie TV, episodi 4x06-4x07 (2018-2019)
- The Premise - Questioni morali (The Premise) – serie TV, episodio 1x02 (2021)
- We Own This City - Potere e corruzione (We Own This City) – miniserie TV, 6 episodi (2022)
- American Gigolo – serie TV, 8 episodi (2022)
- The Bear – serie TV (2022-in corso)
- Daredevil - Rinascita (Daredevil: Born Again) – serie TV, episodio 1x04-1x09 (2025-in corso)

### Doppiatore
- Robot Chicken – serie animata, episodi 6x10-9x00 (2012, 2017)
- Call of Duty: Advanced Warfare – videogioco (2015)
- SuperMansion – serie animata, 4 episodi (2015, 2018)
- Justice League vs. Teen Titans, regia di Sam Liu (2016)
- Tom Clancy's Ghost Recon Wildlands – videogioco (2017)
- Tom Clancy's Ghost Recon Breakpoint – videogioco (2019)

## Doppiatori italiani
Nelle versioni in italiano delle opere in cui ha recitato, Jon Bernthal è stato doppiato da:
- Simone D'Andrea in The Walking Dead (ep. 9x05), Snitch - L'inflitrato, Quel fantastico peggior anno della mia vita, Daredevil, The Accountant, Baby Driver - Il genio della fuga, The Punisher, Quelli che mi vogliono morto, Una famiglia vincente - King Richard, I molti santi del New Jersey, The Unforgivable, The Premise - Questioni morali, American Gigolo, Operazione vendetta, The Accountant 2, Daredevil - Rinascita, The Odyssey, Spider-Man: Brand New Day
- Giorgio Borghetti in Eastwick, The Walking Dead, Fury, Show Me a Hero
- Fabrizio Pucci in We Are Your Friends, I segreti di Wind River
- Riccardo Scarafoni in La fratellanza, We Own This City - Potere e corruzione
- Alessio Cigliano in Law & Order - Unità vittime speciali, Sicario
- Roberto Draghetti in The Wolf of Wall Street, Sweet Virginia
- Stefano Brusa in Law & Order: Criminal Intent
- Roberto Gammino in World Trade Center
- Alberto Caneva in The Class - Amici per sempre
- Stefano Crescentini in Day Zero
- Teo Bellia in Una notte al museo 2 - La fuga
- Fabio Boccanera ne L'uomo nell'ombra
- Gianluca Crisafi in Notte folle a Manhattan
- Edoardo Stoppacciaro in The Pacific
- Ismaele Ariano in Rampart
- Christian Iansante in Harry's Law
- Riccardo Rossi ne Il grande match
- David Chevalier in Unbreakable Kimmy Schmidt
- Alessandro Ballico in Widows - Eredità criminale
- Massimo Bitossi in Le Mans '66 - La grande sfida
- Marco De Risi in The Bear

Da doppiatore è sostituito da:
- Stefano Mondini in Call of Duty: Advanced Warfare